# 圣皮埃尔代西夫 (厄尔省)
圣皮埃尔德西夫（法語：Saint-Pierre-des-Ifs，法語發音：[sɛ̃ pjɛʁ de.z‿if] ⓘ）是法国厄尔省的一个市镇，位于该省西北部，属于贝尔奈区。

## 地名
“Ifs”在拉丁语中意为“水”或“潮湿的地方”。

## 地理
圣皮埃尔德西夫（49°16'12"N, 0°36'30"E）面积6.17 平方千米，位于法国诺曼底大区厄尔省，该省份为法国北部内陆省份，北起滨海塞纳省，西接奧恩省和卡爾瓦多斯省，南至厄尔-卢瓦省，东临瓦兹省、瓦兹河谷省和伊夫林省。
与圣皮埃尔德西夫接壤的市镇（或旧市镇、城区）包括：圣克里斯托夫-叙孔代、里勒河畔圣菲尔贝、圣格雷瓜尔-迪维耶夫尔、圣艾蒂安拉列。
圣皮埃尔德西夫的时区为UTC+01:00、UTC+02:00（夏令时）。

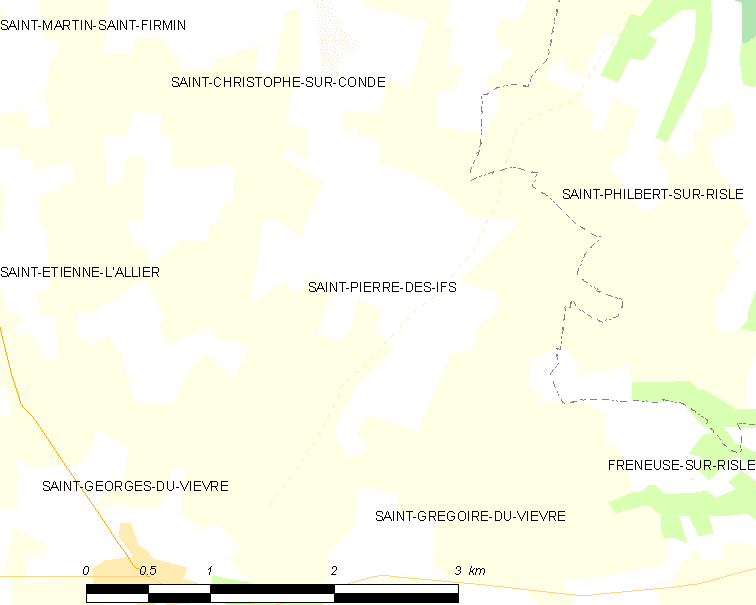
圣皮埃尔德西夫的OSM定位图

## 行政
圣皮埃尔德西夫的邮政编码为27450，INSEE市镇编码为27594。

## 政治
圣皮埃尔德西夫所属的省级选区为伯兹维尔县。

## 人口

1962-2008年间圣皮埃尔德西夫人口变化图示

圣皮埃尔德西夫于2022年1月1日时的人口数量为258人。